# Aulî
Aulî (în ucraineană Аули) este o așezare de tip urban din raionul Krînîcikî, regiunea Dnipropetrovsk, Ucraina. În afara localității principale, nu cuprinde și alte sate.

## Demografie
Componența lingvistică a așezării de tip urban Aulî
     Ucraineană (95,83%)
     Rusă (3,98%)
     Alte limbi (0,02%)
Conform recensământului din 2001, majoritatea populației așezării de tip urban Aulî era vorbitoare de ucraineană (95,83%), existând în minoritate și vorbitori de rusă (3,98%).